# Akysis filifer
Akysis filifer és una espècie de peix de la família dels akísids i de l'ordre dels siluriformes.
Els adults poden assolir els 5 cm de llargària total i tenen 35 vèrtebres. Viuen a l'aigua tèrbola del llac Tônlé Sab, el qual és de corrent moderat i fons sorrenc. Es troben a Àsia: llac Tônlé Sab (Cambodja).